# Luigi Beccali
Luigi Beccali (Milaan, 19 november 1907 – Rapallo, 29 augustus 1990) was een Italiaanse middellangeafstandsloper, die was gespecialiseerd in de 1500 m. Hij werd olympisch kampioen, meervoudig Italiaans kampioen en verbeterde tweemaal het wereldrecord in deze discipline. Hij nam driemaal deel aan de Olympische Spelen en behaalde hierbij twee medailles.

## Biografie

### Nationale held
In zijn jeugd was Beccali gefascineerd door wielrennen en atletiek. Hij specialiseerde zich in de atletiek, nadat hij Dino Nai als trainer kreeg. Van 1928 tot 1932 werd hij viermaal Italiaans kampioen op de 1500 m. Op de Olympische Spelen van 1932 in Los Angeles won hij een gouden medaille op de 1500 m. In de laatste meters besliste hij de wedstrijd door iedereen in te halen. Met een olympisch record van 3.51,2 versloeg hij de Brit Jerry Cornes (zilver; 3.52,6) en de Canadees Phil Edwards (brons; 3.52,8). Terug in Italië was hij de nationale held.

### Wereldrecord
In september 1933 liep Luigi Beccali op de 1500 m tweemaal een wereldrecord. Eerst evenaarde hij het oude record van 3.49,2, dat sinds 1930 op naam stond van de Fransman Jules Ladoumègue. Die prestatie leverde hij op de universiade in Turijn, waar hij de 1500 m won. Vervolgens bracht hij het record acht dagen later in Milaan verder omlaag tot 3.49,0. Dit record hield negen maanden stand, toen het weer werd verbeterd door Bill Bonthron.

### Europees kampioen
In 1934 won Beccali de titel op de Europese kampioenschappen in Turijn. Met een tijd van 3.54,6 versloeg hij de Hongaar Miklós Szabó (zilver; 3.55,2) en de Fransman Roger Normand (brons; 3.57,0). Een jaar later veroverde hij op de 1500 m zijn zesde nationale titel en werd hij daarnaast tevens Italiaans kampioen op de 5000 m.
Op de Olympische Spelen van 1936 in Berlijn slaagde hij er, mede door een voetblessure, niet in om zijn olympische titel te prolongeren, al hield hij er achter de Nieuw-Zeelander Jack Lovelock, die in 3.47,8 het wereldrecord verbeterde, en de Amerikaan Glenn Cunningham (zilver in 3.48,4) in elk geval nog wel een bronzen medaille aan over.
In 1938 moest Beccali op de EK in Parijs opnieuw genoegen nemen met brons, ditmaal achter de Brit Sydney Wooderson (goud) en de Belg Joseph Mostert (zilver).

### Verenigde Staten
Na zijn sportcarrière trok hij vanwege zijn werk naar de Verenigde Staten, waar hij zich vestigde als wijnhandelaar en waar hij tot zijn dood woonde. Hij stierf een natuurlijke dood op 83-jarige leeftijd in Rapallo. Hij liet een vrouw, een zoon en twee kleinkinderen achter.

## Titels
- Olympisch kampioen 1500 m - 1932
- Europees kampioen 1500 m - 1934
- Universitair kampioen 1500 m - 1933
- Italiaans kampioen 800 m - 1931
- Italiaans kampioen 1500 m - 1928, 1929, 1930, 1931, 1934, 1935, 1936, 1938
- Italiaans kampioen 5000 m - 1935

## Wereldrecords
| Afstand | Prestatie | Datum             | Plaats |
| ------- | --------- | ----------------- | ------ |
| 1000 yd | 2.10,0    | 1933              |        |
| 1500 m  | 3.49,2    | 9 september 1933  | Turijn |
| 1500 m  | 3.49,0    | 17 september 1933 | Milaan |

## Persoonlijke records
| Onderdeel   | Prestatie      | Datum             | Plaats |
| ----------- | -------------- | ----------------- | ------ |
| 1000 yd     | 2.10,0 (ex-WR) | 1933              |        |
| 1500 m      | 3.49,0 (ex-WR) | 17 september 1933 | Milaan |
| 1 Eng. mijl | 4.09,0         |                   |        |

## Palmares

### 800 m
- 1931:  Italiaanse kamp.

### 1500 m
- 1928:  Italiaanse kamp. - 4.04,4/5
- 1928: 4e in serie OS - geen tijd
- 1929:  Italiaanse kamp. - 4.02,0
- 1930:  Italiaanse kamp. - 4.09,2/5
- 1931:  Italiaanse kamp.
- 1932:  OS - 3.51,2 (OR)
- 1933:  Universiade - 3.49,2 (WR)
- 1934:  Italiaanse kamp. - 4.00,8
- 1934:  EK - 3.54,6
- 1935:  Italiaanse kamp. - 3.58,4
- 1936:  Italiaanse kamp. - 3.59,0
- 1936:  OS - 3.49,2
- 1938:  Italiaanse kamp. - 3.56,6
- 1938:  EK - 3.55,2

### 5000 m
- 1935:  Italiaanse kamp. - 15.20,6

1896: Teddy Flack ·
1900: Charles Bennett ·
1904: Jim Lightbody ·
1908: Mel Sheppard ·
1912: Arnold Jackson ·
1920: Albert Hill ·
1924: Paavo Nurmi ·
1928: Harri Larva ·
1932: Luigi Beccali ·
1936: Jack Lovelock ·
1948: Henry Eriksson ·
1952: Josy Barthel ·
1956: Ron Delany ·
1960: Herb Elliott ·
1964: Peter Snell ·
1968: Kipchoge Keino ·
1972: Pekka Vasala ·
1976: John Walker ·
1980: Sebastian Coe ·
1984: Sebastian Coe ·
1988: Peter Rono ·
1992: Fermín Cacho ·
1996: Noureddine Morceli ·
2000: Noah Ngeny ·
2004: Hicham El Guerrouj ·
2008: Asbel Kiprop ·
2012: Taoufik Makhloufi ·
2016: Matthew Centrowitz ·
2020: Jakob Ingebrigtsen ·
2024: Cole Hocker